# Leprología
La leprología es la rama de la medicina que estudia la lepra, sus formas clínicas y su tratamiento.
El término "lepra" deriva del latín "lepram". Es una enfermedad infecciosa crónica, propia casi exclusivamente de los países tropicales y subtropicales. Afecta la piel, las mucosas, los nervios, etc. Producida por el bacilo de Hansen, por ello también antiguamente se la denominaba "Hansenosis" o "mal de Hansen".
La leprología como rama de la medicina tuvo su auge en el siglo XIX y primera mitad del siglo XX. Actualmente se la incluye en la especialidad de infectología.